# Kandahár
Kandahár (pastu nyelven: کندهار) város Afganisztánban, Kandahár tartomány székhelye és az ország 2. legnagyobb városa. Lakossága 491 000 fő volt 2012-ben. A város 1000 méter magasságban fekszik az Arghandab folyó közelében.

## Történet
Egyes feltevések szerint a nevét az ókori Gandhara területének neve után kapta, amelyet a Mahábhárata is említ. 
Valószínű, hogy a várost Nagy Sándor alapította a Kr. e. 4. században, amikor is Alexandrai Arachosiorum néven volt ismert. A történelem folyamán többször gazdát cserélt (arabok, törökök, mongolok, perzsák, britek) és több ízben le is rombolták.

## Fordítás
Ez a szócikk részben vagy egészben  a   Kandahar című angol Wikipédia-szócikk fordításán alapul.  Az eredeti cikk szerkesztőit annak laptörténete sorolja fel. Ez a jelzés csupán a megfogalmazás eredetét és a szerzői jogokat jelzi, nem szolgál a cikkben szereplő információk forrásmegjelöléseként.